# Лапсус (израз)
Лапсус (лат. lapsus) у дословном смислу означава посртање, клизање, мицање; пад; посртај, грешку.

## Лапсуси у говору, писању и сјећању
- − (дословно „грешка пером”) − погрешка настала у писању;
- − (дословно „грешка језика”) − погрешка настала у говору;
- − (дословно „грешка памћења”) − грешка у мишљењу, сјећању.[2]

## Лапсуси у праву и медицини
- − (дословно „губитак имања”) − правнички термин за пропадање, губитак имања;
- − (дословно „грешка очног капка”) − медицински термин за ману на очном капку.[2][1]